# Youthanasia
Youthanasia — шестой студийный альбом американской группы Megadeth, выпущенный в 1994 году. Стиль звучания группы стал более мелодичным и радиоориентированным, многие песни имеют черты хеви-метала.
Название Youthanasia (омофон слова Euthanasia) образовано слиянием английских слов youth (молодость) и euthanasia (эвтаназия).

## Запись альбома
Все песни в альбоме было записаны в строе D# (ре-диез).
Альбом Youthanasia записывался в штате Аризона, городе Финикс, в студии Fat Planet in Hangar 18. Было очень трудно найти подходящее место и возникало множество проблем с организациями владельцев недвижимости. Тогда Макс Норман, продюсер Megadeth, решил арендовать какой-нибудь склад и построить внутри него студию.
Строительство началось 6 февраля 1994 года, ударную установку собрали 16 мая, после чего приступили к репетициям с группой, продолжавшимися до 6 июня. Потом коллектив занялся записью материала. Звукорежиссёры использовали 48-дорожечный цифровой аппарат, 64-канальный пульт и множество различных дополнительных эффектов.
В отличие от предыдущих альбомов, в Youthanasia музыканты писались все вместе. При более внимательном прослушивании материала можно заметить шумы и другие погрешности, которые никогда бы не появились, например, на отшлифованном до блеска Countdown to Extinction. Но именно благодаря этому отчётливо слышишь, что играют люди, а не компьютеры. Говоря об этом, Марти Фридман заметил:
«Я всегда считал, что ошибка есть ошибка, и её нужно исправлять. Но однажды, оставив одну погрешность, я удивился тому, как вдруг сразу „начала дышать“ песня. Так человеческое несовершенство добавляет чувства сыгранному и записанному на пленку».
В этом альбоме Марти Фридман полностью сжился с ролью соло-гитариста в группе, сочинив и исполнив соло в «Train of Consequences», «À Tout le Monde», «Family Tree» и «I Thought I Knew It All», «Blood of Heroes», а также исполнив главное соло и все заполнения в «Addicted to Chaos». Кроме того, в двух песнях («Blood of Heroes» и «I Thought I Knew It All») Фридман использовал эффект wah-wah.
Дэйв Мастейн отметил: «Если материал классный, то и гитарист должен быть классным. Я не настолько хорош в игре соло, насколько этого требует музыкальный материал. Я могу изобразить какое-нибудь соло или вставку, но Марти справится с этим гораздо лучше».
Марти Фридман же относился к славе гитарного виртуоза довольно сдержанно: «Это большое недоразумение, что меня считают знатоком всяких гамм и ладов. На самом деле это не так. Я не умею ни читать, ни записывать ноты. Я всю жизнь играл по слуху. К  моменту, когда я освоил гитару, я не считал необходимым изучать теорию. Я играю не так уж быстро, как всем кажется — это всего лишь иллюзия. Я лишь пытаюсь понять взаимодействие аккордов и мелодии».
В остальных песнях соло делятся так: на «Youthanasia» и «Black Curtains» Дэйв взял на себя первые соло, а Марти — вторые, на «Killing Road» Марти играет первое соло, а Дэйв — второе. На «Victory» все соло-партии играются в такой последовательности: Дэйв, Марти, Дэйв, Марти. На «Reckoning Day» главное соло играет Дэйв, а гитарные заполнения — Марти. Отсутствует гитарное соло на «Elysian Fields», хотя в конце песни есть гитарные заполнения, исполненные Марти. Вместо гитары соло в этой песне исполняется на губной гармонике. Она также присутствует в конце песни «Train of Consequences».
После записи Youthanasia Дэйв Мастэйн сказал:
«Игра Марти в этом альбоме лучше всего того, чем он занимался до сих пор».

## Тематика
Темы, затронутые в альбоме, довольно обширны: мифология («Elysian Fields» и «Blood of Heroes»), изнасилование и инцест («Family Tree»), ядерная война («Black Curtains»), азартные игры («Train of Consequences»), а также песня о последних минутах жизни («À Tout le Monde») и гастрольной жизни («The Killing Road»). В песне «Victory» упоминаются ранние песни группы из разных альбомов.

## Список композиций

### Оригинальный альбом
| №   | Название                  | Текст песни                  | Музыка                            | Длительность |
| --- | ------------------------- | ---------------------------- | --------------------------------- | ------------ |
| 1.  | «Reckoning Day»           | Дэйв Мастейн, Дэвид Эллефсон | Мастейн, Марти Фридман            | 4:34         |
| 2.  | «Train of Consequences»   | Мастейн                      | Мастейн                           | 3:31         |
| 3.  | «Addicted to Chaos»       | Мастейн                      | Мастейн                           | 5:26         |
| 4.  | «À Tout le Monde»         | Мастейн                      | Мастейн                           | 4:28         |
| 5.  | «Elysian Fields»          | Мастейн, Эллефсон            | Мастейн                           | 4:03         |
| 6.  | «The Killing Road»        | Мастейн                      | Мастейн                           | 3:57         |
| 7.  | «Blood of Heroes»         | Мастейн                      | Мастейн                           | 3:57         |
| 8.  | «Family Tree»             | Мастейн                      | Мастейн, Эллефсон, Ник Менца      | 4:07         |
| 9.  | «Youthanasia»             | Мастейн                      | Мастейн                           | 4:09         |
| 10. | «I Thought I Knew It All» | Мастейн                      | Мастейн, Фридман, Эллефсон, Менца | 3:44         |
| 11. | «Black Curtains»          | Мастейн                      | Мастейн, Фридман                  | 3:39         |
| 12. | «Victory»                 | Мастейн                      | Мастейн                           | 4:27         |

### 2004 Remaster Bonus Tracks
| №   | Название                  | Текст песни    | Музыка                     | Длительность |
| --- | ------------------------- | -------------- | -------------------------- | ------------ |
| 13. | «Millennium of the Blind» | Мастейн        | Мастейн, Фридман           | 2:15         |
| 14. | «New World Order» (demo)  | Мастейн, Менца | Мастейн, Фридман, Эллефсон | 3:45         |
| 15. | «Absolution»              | (инструментал) | Мастейн, Фридман           | 3:27         |
| 16. | «À Tout le Monde» (demo)  | Мастейн        | Мастейн                    | 6:20         |

## Позиции в чартах
| Chart (1994)             | Peak position |
| ------------------------ | ------------- |
| Australian Albums Chart  | 9             |
| Austrian Albums Chart    | 26            |
| Belgium Albums Chart     | 30            |
| Canadian Albums Chart    | 11            |
| Dutch Albums Chart       | 20            |
| German Albums Chart      | 13            |
| Japan Albums Chart       | 11            |
| New Zealand Albums Chart | 10            |
| Swedish Albums Chart     | 4             |
| Swiss Albums Chart       | 32            |
| UK Album Charts          | 6             |
| US Billboard 200         | 4             |

| Chart (1994)                        | Single                  | Peak position |
| ----------------------------------- | ----------------------- | ------------- |
| US Billboard Mainstream Rock Tracks | "Train of Consequences" | 29            |
| UK Singles Chart                    | "Train of Consequences" | 22            |
| Chart (1995)                        | Single                  | Peak position |
| US Billboard Mainstream Rock Tracks | "A Tout le Monde"       | 31            |

## Сертификации
| Регион | Сертификация | Продажи    |
| --- | ------------ | ---------- |
| Канада (Music Canada) | Платиновый   | 100 000^   |
| Финляндия (Musiikkituottajat)                                                                                            | Золотой      | 20,000     |
| Великобритания (BPI) | Серебряный   | 60 000^    |
| США (RIAA) | Платиновый   | 1 000 000^ |
| * Данные о продажах приведены только на основе сертификации. ^ Данные о тиражах приведены только на основе сертификации. |              |            |

## Кавер-версии
- В 2008 году группа Power Quest записала песню «Reckoning Day» и включила её в свой альбом Master of Illusion.

## Участники записи
Megadeth
- Дэйв Мастейн — соло- и ритм-гитара, вокал
- Марти Фридман — соло- и ритм-гитара
- Дэвид Эллефсон — бас-гитара, бэк-вокал
- Ник Менца — барабаны

Приглашённый музыкант
Джимми Вуд — губная гармоника в «Train of Consequences» и «Elysian Fields»